# Csepel-Királymajor
Csepel-Királymajor (2012 végéig Királymajor) Budapest egyik városrésze a XXI. kerületben,  a Csepel-szigeten.

## Fekvése
Határai a Vágóhíd utca és meghosszabbított vonala a Kassai utcától, Ráckevei-Duna, Széchenyi utca és meghosszabbított vonala, Kikötő utca, Makád utca, Szatmári utca, Katona József utca és a Kassai utca a Vágóhíd utcáig.

## Története
Neve az egykori királyi majorra utal. Felparcellázása a 20. század elején kezdődött el. A lakótelep 1977-1980 között épült.
Királymajort 2012 decemberében a Fővárosi Közgyűlés Csepel-Királymajor névre keresztelte át.